# Моран, Джерри
Джеральд У. «Джери» Моран (англ. Gerald W. "Jerry" Moran; род. 29 мая 1954, Грейт-Бенд, Канзас) — американский юрист и политик, член Республиканской партии, сенатор США от Канзаса (с 2011).

## Биография
Окончил среднюю школу в Плэйнвилле, в 1976 году получил степень бакалавра наук в Канзасском университете, в 1981 году — докторскую степень в Школе права того же университета, готовился к получению степени магистра делового администрирования в университете штата Форт-Хэйс. Работал банковским служащим и в университете Форт-Хэйс. В 1982—1985 годах занимал должность специального помощника генерального прокурора штата, в 1987—1995 годах — помощника прокурора округа Рукс. В 1993—1994 годах — заместитель председателя совета попечителей Школы права Канзасского университета, в 1994—1995 годах — председатель. В 1996—1997 годах состоял в совете директоров Канзасской палаты торговли и промышленности. С 1989 по 1997 год являлся сенатором штата Канзас, в том числе с 1993 по 1995 год занимал должность заместителя спикера, а с 1995 по 1997 год — лидера большинства.
В 1996 году избран в Палату представителей США и с 3 января 1997 по 3 января 2011 года сохранял это место за собой.
В 2010 году в качестве кандидата от Республиканской партии победил на выборах в Сенат США.
8 ноября 2016 года переизбран в Сенат, победив кандидата Демократической партии адвоката и бухгалтера Патрика Визнера (Patrick Wiesner).